# Parícuaro
Parícuaro es una localidad del estado mexicano de Michoacán. Es parte del municipio de Juárez.

## Demografía
| Gráfica de evolución demográfica |
|                                  |

| Censo | Población |
| ----- | --------- |
| 1950  | 570       |
| 1960  | 608       |
| 1970  | 983       |
| 1980  | 1449      |
| 1990  | 1863      |
| 2000  | 2180      |
| 2010  | 2284      |
| 2020  | 2659      |